# Mormonia dionyza
Mormonia dionyza är en fjärilsart som beskrevs av H. Edwards 1884. Mormonia dionyza ingår i släktet Mormonia och familjen nattflyn. Inga underarter finns listade i Catalogue of Life.